# Coppa di Slovenia (calcio a 5)
La Coppa di Slovenia (in sloveno Futsal pokal slovenije o Futsal pokal Terme Olimia per ragioni di sponsorizzazione) è una competizione calcettistica riservata a squadre maschili affiliate alla Federazione calcistica della Slovenia, ente organizzatore della manifestazione. È il secondo torneo di calcio a 5 per importanza della Slovenia dopo la massima divisione del campionato nazionale.

## Storia
Come il campionato, anche la Coppa nazionale è stata istituita ufficialmente nella stagione 1995-1996. Il primo vincitore è stato il Litija, che nei vent'anni seguenti ha dominato la competizione cogliendo altri otto titoli. A partire dall'edizione 2012-13 la fase conclusiva della manifestazione consiste in una finale a quattro disputata a Podčetrtek. Con il ridimensionamento del Litija, è stato il Dobovec a monopolizzare la coppa nazionale, conquistando 8 edizioni consecutive tra il 2018 e il 2025.

## Albo d'oro
- 1995-1996:  Litija (1)
- 1996-1997:  Agencija Luvin (1)
- 1997-1998:  Agencija Luvin (2)
- 1998-1999:  Litija (2)
- 1999-2000:  Litija (3)
- 2000-2001:  Celje (1)
- 2001-2002:  Litija (4)
- 2002-2003:  Litija (5)
- 2003-2004:  Puntar (1)
- 2004-2005:  Kobarid (1)

- 2005-2006:  Kobarid (1)
- 2006-2007:  Puntar (2)
- 2007-2008:  Puntar (3)
- 2008-2009:  Gorica (1)
- 2009-2010:  Litija (6)
- 2010-2011:  Litija (7)
- 2011-2012:  Litija (8)
- 2012-2013:  Bronx Škofije (1)
- 2013-2014:  Litija (9)
- 2014-2015:  Kobarid (3)

- 2015-2016:  Brezje Maribor (1)
- 2016-2017:  Brezje Maribor (2)
- 2017-2018:  Dobovec (1)
- 2018-2019:  Dobovec (2)
- 2019-2020:  Dobovec (3)
- 2020-2021:  Dobovec (4)
- 2021-2022:  Dobovec (5)
- 2022-2023:  Dobovec (6)
- 2023-2024:  Dobovec (7)
- 2024-2025:  Dobovec (8)